# Дисковий вакуум-фільтр

Дисковий вакуум-фільтр: 1 — порожнистий вал; 2 — розподільна головка; 3 — диски;; 4 — ванна; 5 — канали

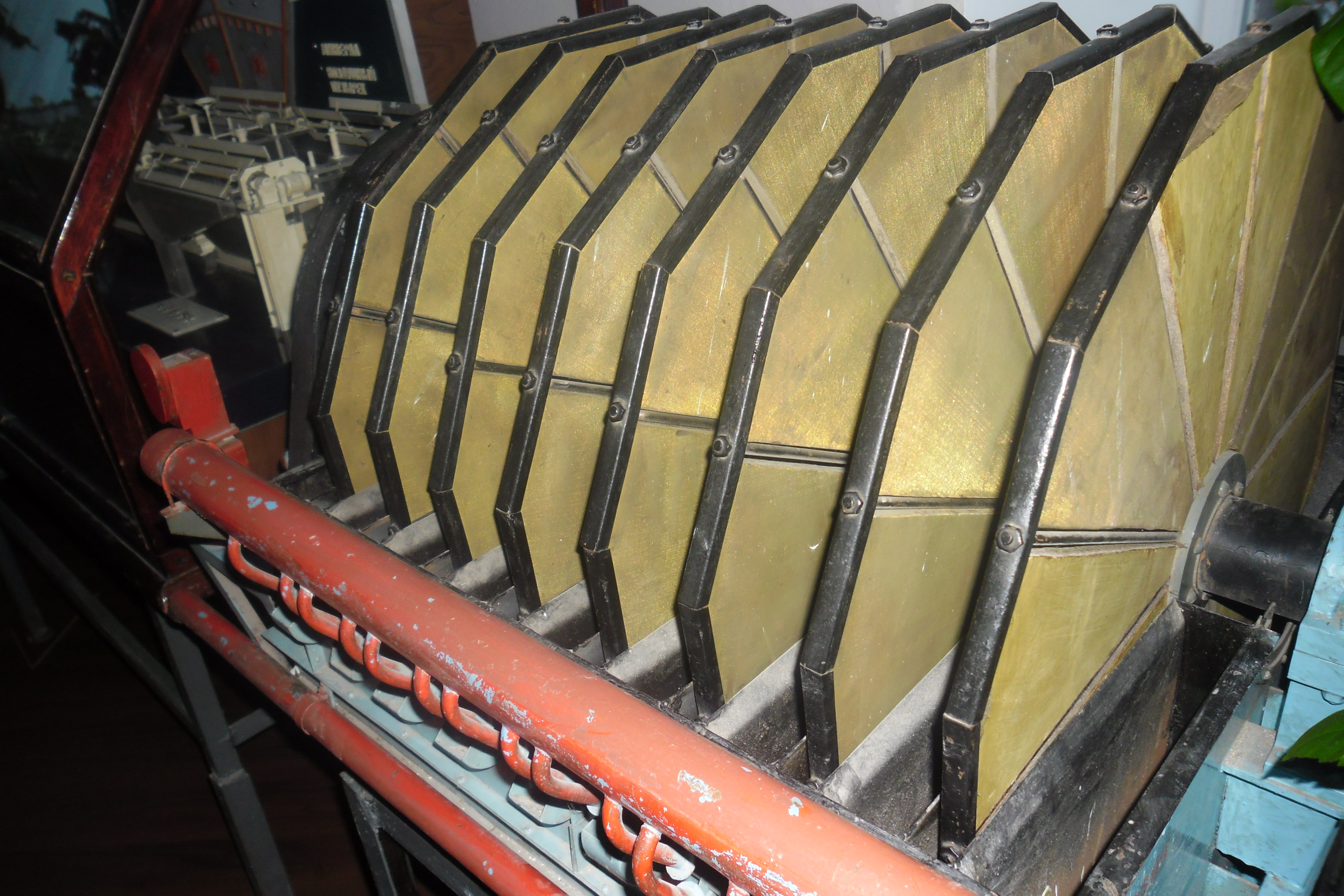
Макет дискового вакуумного фільтра.

Дисковий вакуум-фільтр — вакуум-фільтр, в якому робочим органом є порожнистий обертовий диск з розміщеною на бокових поверхнях фільтрувальною перегородкою.

## Загальний опис
Дискові вакуум-фільтри мають наступні переваги перед барабанними вакуум-фільтрами: більша площа фільтрувальної поверхні, а отже, і продуктивність (при однакових габаритах фільтра); можливість простої і швидкої заміни секторів з порваною фільтрувальною тканиною; менша металоємність.
Дискові вакуум-фільтри (рис.1.) використовують на збагачувальних фабриках великої продуктивності для фільтрування тонкоподрібнених рудних концентратів крупністю до 0,2 мм і вугільних — крупністю до 0,5 мм.
Дисковий вакуум-фільтр складається з полого вала 1, розподільної головки 2, дисків 3 і ванни 4. Вал обертається в підшипниках, що установлені у бокових стінках ванни. Усередині вал 1 полий, а по периферії розташовані ізольовані один від одного канали 5. В каналах є отвори для підключення до них секторів, з яких складаються диски. Число отворів на валу відповідає числу секторів. Кількість дисків на валу може бути від 2 до 12. Число отворів на валу відповідає числу секторів. Кількість дисків на валу складає 8 (ДУ80-2,7), 10 (ДУ140-3,5У) або 14 (ДУ250-3,75).
Сектори вставляють в спеціальні гнізда пустотілого вала і кріплять до нього за допомогою шпильок з накладками. До торців вала притискуються за допомогою пружин розподільні головки. Вихідна пульпа надходить між дисками у ванну. Фільтрувальна поверхня створюється боковими стінками дисків. У зоні фільтрування сектори дисків через розподільну головку підключені до вакуум-насоса.
Вміст твердого в суспензіях флотаційного концентрату складає у середньому 200—450 кг/м3, незбагаченого шламу — 250—450 кг/м3. Фільтрувальна поверхня створюється боковими стінками дисків. Під дією вакууму вода проходить крізь отвори фільтрувальної тканини і осад, потрапляє через відповідні канали валу в розподільну головку і далі у ресивер. При виході з пульпи сектори входять у зону просушування, де вода з осаду витісняється повітрям. В «мертвих» зонах здійснюється зміна вакууму на стиснене повітря або навпаки. У зоні віддувки осад відділяється від фільтрувальної тканини стисненим повітрям і шкребками, а також в цій зоні тканина продувається повітрям і підготовлюється до наступного циклу фільтрування.
Ці апарати мають більш розвинену фільтрувальну поверхню, ніж барабанні. Поверхня фільтрації стандартних фільтрів складає від 1 до 85 м2, діаметр диска від 0,9 до 3,5 м, число дисків від 1 до 10, частота обертання фільтрувальних дисків 0,13 — 2 об/хв, потужність електродвигуна 0,2 — 5 кВт, великі фільтри мають дві розподільні головки.
У порівнянні з іншими апаратами дискові фільтри відрізняються найбільшою фільтрувальною поверхнею на одиницю займаної площі, можливістю незалежного ремонту окремих дисків, малою витратою фільтрувальної тканини і невеликою витратою енергії. Проте, в цих апаратах погано здійснюється промивка осаду, при якому розбавляється суспензія у ванні фільтру. Дискові фільтри, так само, як і барабанні, виготовляють для роботи під тиском.
Фільтрувальну тканину натягують на сектор у вигляді попередньо зшитого чохла. На патрубку у валу фільтра цей чохол обв'язують дротом або шпагатом, а по контуру сектора зшивають і затискають накладкою.
Для знімання осаду застосовують безперервну і миттєву віддувку. При використанні безперервної віддувки не забезпечується ефективне відділення осаду з фільтрувальної поверхні. Внаслідок того що потоком стисненого повітря частина вологи з каналів вала і секторів повертається до фільтрувальної поверхні і частково в осад, на 0,44-1,62 % підвищується вологість осаду. При миттєвій віддувці осаду повітря подають під тиском в два рази більшим, ніж при безперервній віддувці, а витрата його приблизно в два рази нижче. Застосування миттєвої віддувки осаду дозволяє знизити його вологість на 0,3-0,5 %. Для забезпечення миттєвої віддувки осаду використовують спеціальні клапани.
Технічна характеристика дискового вакуум-фільтра наведена у таблиці.

Спеціалістами ВАТ "Бердичівський машинобудівний завод «Прогрес» розроблена конструкція нових дискових вакуум-фільтрів з трубчатим чарунковим валом та литим чавунним валом прохідного перетину з площею поверхні фільтрування 63 м2 та 100 м2.
Дискові вакуум-фільтри «ПРОГРЕС-ДОО» нової серії призначені для зневоднення тонкоподрібнених залізорудних концентратів з вмістом твердої фази 5000 кг м3. Основою для розробки стали техніко-технологічні дослідження результатів роботи дискових вакуум-фільтрів, а також технічні пропозиції підприємств гірничозбагачувального комплексу на фільтри даної конструкції.
Основними перевагами фільтрів після модернізації є: — збільшені прохідні перетини каналів вала, які дозволяють значно збільшити продуктивність фільтрів; — виготовлення розподільних головок зі збільшеним перетином; — введення в конструкцію розподільних і чарункових шайб, виготовлених з поліамідних матеріалів, що підвищило зносостійкість у 5 разів; — виготовлення трубчатого чарункового валу зварної конструкції дозволило підвищити ремонтопридатність фільтра; — використання пластикових секторів «Tamfelt», з підвищеним прохідним перетином та вихідним діаметром штуцера, збільшує питому продуктивність фільтра.

## Дисковий вакуум-фільтр з керамічними пластинами CERAMEC

Конструкція вакуум-фільтра CERAMEC.

Широке застосування на зарубіжних і вітчизняних збагачувальних фабриках знаходять дискові вакуум-фільтри з керамічними пластинами CERAMEC фінської фірми Outokumpu Mintec.
Дисковий вакуум-фільтр CERAMEC є принципово новим винаходом. Основою фільтра капілярної дії є його диск, пластини якого виготовлені з запатентованого мікропористого гідрофільного керамічного матеріалу, синтезованого на основі оксиду алюмінію. Діаметр пор такий, що капілярні сили всередині пор значно вище прикладеного вакууму, тому пори в матеріалі завжди заповнені водою і через пори рухається тільки фільтрат. Частинки твердого не проходять через пори і налипають на зовнішній поверхні диска у вигляді кеку. Повітря з атмосфери також не проходить через пори диска і не потрапляє у вакуум-систему, тому для створення високого вакууму всередині дисків і у всій системі потрібно невеликий вакуум-насос. Це значно знижує енерговитрати. Установча потужність двигуна насоса 2,2 кВт, а вся споживана потужність фільтра СС- 45 близько 17 кВт. Рівень вакууму 90-95 кПа.
Технологія CERAMEC в порівнянні зі звичайними вакуум-фільтрами має такі переваги: — створення високого вакууму в системі, що дозволяє отримувати кек, що не вимагає подальшої сушки; — дуже чистий фільтрат, який практично не має твердих частинок; — зменшення енерговитрат на 90 %; — відсутність фільтротканини; — довгий термін служби пластин (від одного року і більше); — повна автоматизація процесу. Фільтр оснащений програмованою логістикою, яка автоматично керує всіма функціями фільтра; — мінімальна кількість дорогого устаткування (компресори, насоси, запірні клапани, фільтрувальна тканина і т. ін.); — при необхідності промивка кеку водою; — хімічне і ультразвукове очищення дисків; — компактність конструкції: все допоміжне обладнання встановлено на корпусі і в цілому кожен фільтр — це модуль.
Конструкція вакуум-фільтра CERAMEC аналогічна дисковому вакуум-фільтру. Кожен диск фільтра складається з 12 керамічних фільтрувальних пластин.
Пластина фільтра складається з макропористої основи з каналами для дренажу фільтрату і мікропористої мембрани з обох сторін. Товщина пластини 24-30 мм. Всередині пластини передбачена порожнина для збору і відводу фільтрату, який видаляється по патрубку через втулку. Пластини за допомогою втулки кріпляться на валу і пов'язані з вакуумною системою, що складається з трубопроводу фільтрату, розподільного клапана, системи збору фільтрату і вакуум-насоса. Фільтрувальні диски занурені в пульпу, яку закачують у ванну через шланговий затвор. Для підтримки пульпи у завислому стані є мішалка.
Процес фільтрування на керамічному фільтрі включає шість стадій.
1. Утворення кеку. Диски здійснюють безперервне обертання в автоматичному режимі. Як тільки вони занурюються в пульпу, під дією вакууму рідина проходить через мікропористі пластини в магістральний трубопровід відведення фільтрату. Тверді частинки швидко збираються на зовнішній стороні дисків у вигляді кеку. Частина рідини постійно утримується в порах диска силами капілярного тиску, перешкоджаючи проходженню повітря і твердого.
2. Промивання кеку (в разі технологічної необхідності). Промивна вода за допомогою форсунок розбризкується на поверхні утвореного кеку. Рідина проходить через весь шар кеку і сприяє видаленню з нього розчинних домішок.
3. Сушка кеку. При обертанні дисків капілярний ефект продовжує діяти безперервно по всій поверхні диска до тих пір, поки вся вільна рідина не буде відфільтрована з кеку. Після виходу пластини з пульпи починається сушка утвореного кеку, яка триває до його розвантаження скреперами.
4. Розвантаження кеку. Кек видаляється за допомогою керамічних скреперів, залишаючи тонкий шар (кірку) матеріалу на поверхні диска для захисту його від механічних пошкоджень. Це збільшує термін служби дисків і знижує витрати на техобслуговування.
5. Зворотня промивка. Фільтрат використовується для зворотного промивання дисків, видаляючи кек, що залишився, і очищаючи мікропористі структури дисків.
6. Регенерація дисків. Очищення фільтрувальних пластин і регенерація здійснюються за допомогою ультразвукових вібраторів, розташованих між фільтрувальними дисками у ванні, і шляхом хімічної промивки розведеним розчином азотної кислоти 1-2 рази на добу. Система ультразвукового очищення може застосовуватися регулярно або періодично, самостійно або в комбінації з хімічним промиванням за допомогою спеціально підібраних хімічних реагентів.
Випускаються фільтри з числом дисків 5, 10, 15. При площі одного диска 3 м2 вони утворюють типорозмірний ряд СС-15, СС-30, СС-45. Продуктивність одного фільтра досягає 30-45 т / год.
Традиційно фільтри CERAMEC використовуються для фільтрування мідних, свинцевих, цинкових, нікелевих та інших концентратів кольорових металів. Зневоднення хромових і залізорудних концентратів стало конкурентоспроможним при використанні даних фільтрів. На фільтрах капілярної дії зневоднюються вугільні концентрати, пігменти, продукти хімічної промисловості. Сьогодні в світі працює понад 100 фільтрів CERAMEC.